# Ромодановский поселковый совет (Миргородский район)
Ромодановский поселковый совет (укр. Ромоданівська селищна рада) — входит в состав
Миргородского района
Полтавской области
Украины.
Административный центр поселкового совета находится в 
пгт Ромодан.

## Населённые пункты совета
- пгт Ромодан
- с. Конюшево
- с. Сотницкое
- с. Шарковщина